# Кармалюково
Кармалюково (укр. Кармалюкове) — село на Украине, находится в Жмеринском районе Винницкой области.
Население по переписи 2001 года составляет 800 человек. Занимает площадь 2,718 км².
Прежнее название — Головчинцы. Переименовано 15 октября 1955 года в честь родившегося в селе национального героя, предводителя крестьянского движения на Подолье в 1813—1835 гг. Устима Кармелюка.
В селе действует храм Покрова Пресвятой Богородицы Жмеринского благочиния Винницкой епархии Украинской православной церкви.
В 2021 году на здании дома культуры была установлена мемориальная табличка в честь писателя Степана Литвина.

## Адрес местного совета
23120, Винницкая область, Жмеринский р-н, с. Кармалюково, ул. Центральная; тел. 3-26-31.